# ATCC 1990

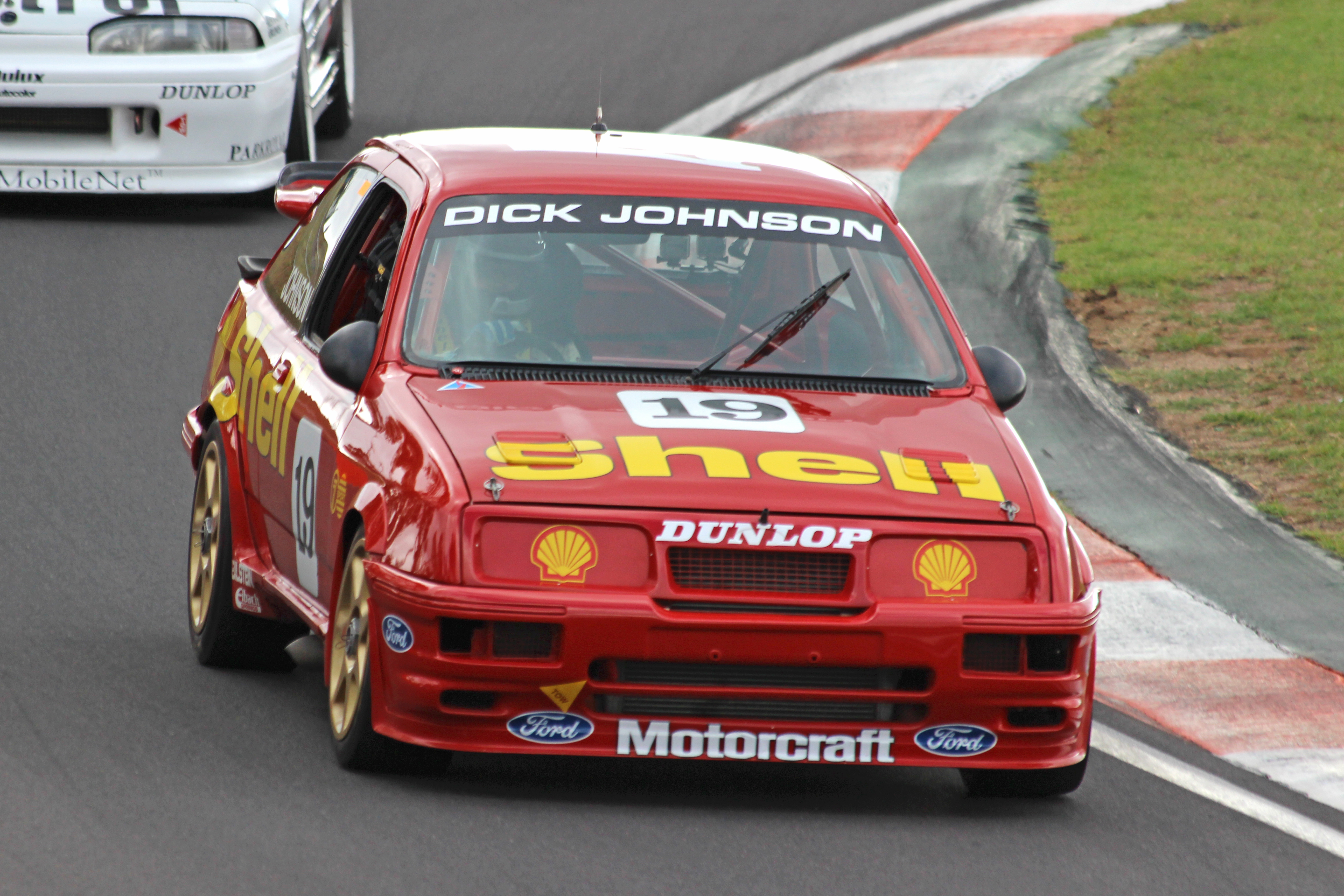
En Ford Sierra RS500 Cosworth byggd av Dick Johnson Racing 1990 och tävlade i australiensisk standardvagnsracing under åren 1990, 1991 och 1992. Här syns den när den tävlar i ett historiskt Grupp C & A-lopp på Bathurst Motor Festival 2015.

ATCC 1990 kördes över 8 omgångar. Jim Richards tog sin tredje titel, körandes för Nissan.

## Delsegrare
| Bana           | Vinnare      | Märke  | Tvåa           | Märke  | Trea         | Märke  |
| -------------- | ------------ | ------ | -------------- | ------ | ------------ | ------ |
| Amaroo         | Jim Richards | Nissan | John Bowe      | Ford   | Dick Johnson | Ford   |
| Symmons Plains | Dick Johnson | Ford   | Peter Brock    | Holden | John Bowe    | Ford   |
| Phillip Island | Dick Johnson | Ford   | John Bowe      | Ford   | Jim Richards | Nissan |
| Winton         | Jim Richards | Nissan | Tony Longhurst | BMW    | Alan Jones   | Ford   |
| Lakeside       | Colin Bond   | Ford   | Peter Brock    | Holden | Win Percy    | Holden |
| Mallala        | Colin Bond   | Ford   | Dick Johnson   | Ford   | Jim Richards | Nissan |
| Wanneroo       | Peter Brock  | Holden | Glenn Seton    | Ford   | Colin Bond   | Ford   |
| Oran Park      | Jim Richards | Nissan | Peter Brock    | Holden | George Fury  | Ford   |

## Slutställning
| Plats | Förare         | Märke  | Poäng |
| ----- | -------------- | ------ | ----- |
| 1     | Jim Richards   | Nissan | 102   |
| 2     | Peter Brock    | Holden | 85    |
| 3     | Dick Johnson   | Ford   | 83    |
| 4     | Colin Bond     | Ford   | 81    |
| 5     | John Bowe      | Ford   | 72    |
| 6     | Tony Longhurst | BMW    | 40    |
| 7     | Glenn Seton    | Ford   | 37    |
| 8     | Win Percy      | Holden | 32    |
| 9     | Alan Jones     | Ford   | 22    |
| 10    | Gregg Hansford | Ford   | 17    |